# ゲルハルト3世 (ホルシュタイン＝レンズブルク伯)
ゲルハルト3世（ドイツ語：Gerhard III., 1293年ごろ - 1340年4月1日）は、シャウエンブルク家のホルシュタイン＝レンズブルク伯。一族で最も重要な役割を果たした人物であったことから大伯（de groote Gert）といわれたが、デンマーク史においては禿伯（Den kullede greve）とよばれる。また、一時期シュレースヴィヒ公であった（ゲアハート1世、在位：1326年 - 1329年）。

## 生涯
ゲルハルト3世はホルシュタイン＝レンズブルク伯ハインリヒ1世とハイルヴィヒ・フォン・ブロンクホルストの間の息子である。1304年の父ハインリヒ1世の死後、ホルシュタイン＝レンズブルク伯位を継承した。従兄弟ヨハン３世はホルシュタイン＝キール伯領を継承した。
ゲルハルトの領地はホルシュタインの中で最も広大であり、その他の領域は従兄弟らの領地であったが、繰り返しの相続により分割されており、ゲルハルトと従兄弟ヨハン3世はそれらの領地を手に入れようとしていた。1315年、ホルシュタイン＝ピンネベルク伯アドルフ6世が死去し、ゲルハルトとヨハン3世はアドルフ6世の未成年の息子アドルフ7世を排除してその領地を手に入れようとした。しかし、ホルシュタインの上級領主であったザクセン＝ヴィッテンベルク公ルドルフ1世がこれを認めなかったため、アドルフ7世はシャウエンブルク伯領とともにホルシュタイン＝ピンネベルク伯領も保持することができた。別の2人の従兄弟である、ホルシュタイン＝ゼーゲベルク伯ヨハン2世の息子クリストフとアドルフは、1313/5年にまぐさ石によってか、もしくは、娘の復讐をしようとしたある貴族の手により殺害された。1321年に2人の父ヨハン2世が死去した後、ゲルハルトとヨハン3世はその領地を分け合った。
その後、ゲルハルトはデンマークの内政において重要な役割を果たした。デンマークは当時厳しい内政状態に置かれていた。デンマーク王エーリク6世が戦費捻出のため領地を抵当に入れたときに、ゲルハルトはデンマークの大半を自らの影響下に置くことができた。そして1326年、ゲルハルトは自身の甥でシュレースヴィヒ公エーリク2世の息子ヴァルデマー3世をクリストファ2世に代えてデンマーク王位につけることに成功した。1326年8月15日、ゲルハルトはシャウエンブルク家として初めてシュレースヴィヒ公となった。これが同一の人物がシュレースヴィヒとホルシュタインの両方を手に入れた最初であった。シュレースヴィヒ公領はすでに1241年以降独立した状態にあったが、ヴァルデマー3世はシュレースヴィヒがデンマークと同君統治にならないことを保証しなければならなかった。ゲルハルトはヴァルデマー3世の後見人であったため、ヴァルデマーに容易にこれを強要することができた。しかし、1330年にヴァルデマー3世が王位を失いクリストファ2世が再び王となったとき、ゲルハルトはシュレースヴィヒ公領を手放すことになった。
それでも、ゲルハルトは依然としてデンマークとシュレースヴィヒにおいて最も強大な権力を持つ人物であった。1332年にクリストファ2世が死去した後、ゲルハルトは自らユトランドとフュン島の支配権を手放した。一方でヨハン3世はその他の支配権を保持し続けた。反対勢力の高まりと農民の反乱により、デンマークは無政府状態に陥った。貴族らはかつてはクリストファ2世に反対してゲルハルトを支持していたが、このときはクリストファ2世の息子ヴァルデマー4世が王位につくことを求めた。1340年、ゲルハルトはデンマーク騎士ニールス・エッベセンにより殺害された。ゲルハルトの息子らはデンマークにおける権利を放棄し、ホルシュタイン＝レンズブルク伯領を継承した。
「大伯」と「禿伯」の2つの呼称は、ゲルハルトの歴史上の事績がドイツとデンマークで評価が異なることを示している。19世紀の内乱の間、ゲルハルトはシュレースヴィヒとホルシュタインを結びつけた人物としてシュレースヴィヒ＝ホルシュタインにおいて脚光を浴びた。シュレースヴィヒとホルシュタインの統一が自然の過程であると見なされたためである。一方、デンマークにおいては、ゲルハルトは王国が危機にあるときに国を不安定な状態に陥れた侵略者と見なしていた。
ゲルハルト3世から、キールおよびレンズブルクのゲルハルト通りの名がつけられた。

## 結婚と子女
ゲルハルト3世はヴェルレ侯ニコラウス2世の娘ゾフィーと結婚し、以下の子女をもうけた。
- ハインリヒ2世（1317年頃 - 1384年） - ホルシュタイン＝レンズブルク伯、シュレースヴィヒ公（1375年 - 1384年）
- ニコラウス（1321年頃 - 1397年） - ホルシュタイン＝レンズブルク伯、シュレースヴィヒ公（1375年 - 1386年）
- アドルフ（1330年頃生）
- エリーザベト（1340年頃 - 1402年） - エルテン（英語版）女子修道院長

## 印章
銘：S (IGILLUM) * GERARDI * COMITIS * HOLTSACIE * I * REYNESBORCH（ホルシュタインおよびレンズブルク伯ゲルハルトの印章）